# Arholmen (Bømlo)
Ne doit pas être confondu avec Arholmen ou Arholmen (Fitjar).
Arholmen est une île norvégienne du comté de Hordaland appartenant administrativement à Bømlo.

## Description
Rocheuse et couverte d'une légère végétation, à fleur d'eau, elle s'étend sur environ 177 m de longueur pour une largeur approximative de 103 m.